# Cuthbert Collingwood (biologiste)
Pour les articles homonymes, voir Collingwood.
Cuthbert Collingwood  est un chirurgien et zoologiste marin. Il est né le 25 décembre 1826 à Greenwich et meurt le 20 octobre 1908
L'espèce Chromodoris colingwoodi lui rend hommage.

## Liste partielle de publications
- (en) Cuthbert Collingwood, « Note on the existence of gigantic sea-anemones in the China Sea, containing within them quasi-parasitic fish », Annals And Magazine of Natural History, 4e série, vol. 1,‎ 1868, p. 31-33 (lire en ligne)
- (en) Cuthbert Collingwood, Rambles of a naturalist on the shores and waters of the China Sea: being observations in natural history during a voyage to China, Formosa, Borneo, Singapore, etc., made in Her Majesty's vessels in 1866 and 1867, London, J. Murray, 1868
- (en) Cuthbert Collingwood, « On thirty-one species of marine Planarians, collected partly by the late Dr Kelaart F.L.S. at Trincomalee, and partly by D. Collingwood F.L.S. in the Eastern Seas », Linnean Society of London, Transactions II, Zoology, vol. 1, 1876, p. 83-98

## Taxonomie

### Taxon nommé en l'honneur de Cuthbert Collingwood
Espèce Goniobranchus colingwoodi (Rudman, 1987), gastéropode de la famille des Chromodorididae.

### Taxons valides décrits par Cuthbert Collingwood
Vers plats marins
- espèce Pseudobiceros hancockanus (Collingwood, 1876)
- genre Acanthozoon Collingwood, 1876
- espèce Acanthozoon alderi (Collingwood, 1876)
- espèce Acanthozoon allmani (Collingwood, 1876)

### Taxons obsolètes
Le nom d'espèce Chromodoris colingwoodi (Rudman, 1987 a été remplacé par Goniobranchus colingwoodi (Rudman, 1987).